# Солітаріо сірий

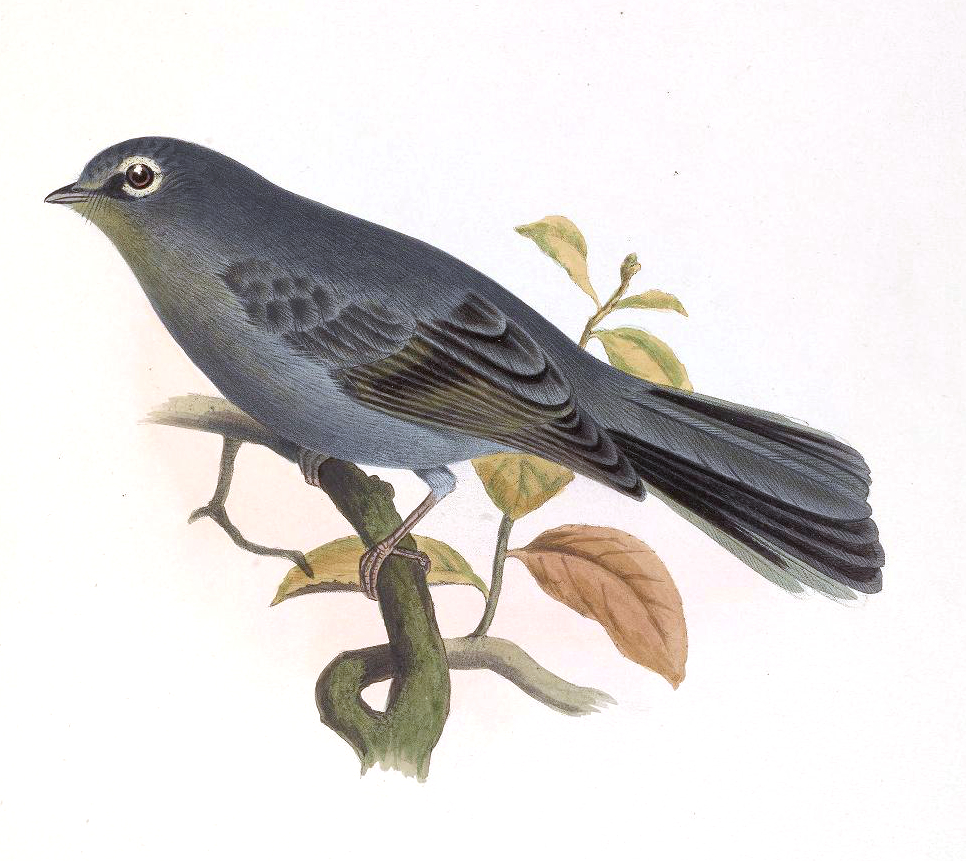
Сірий солітаріо (малюнок Йозефа Сміта).

Солітаріо сірий (Myadestes unicolor) — вид горобцеподібних птахів родини дроздових (Turdidae). Мешкає в Мексиці і Центральній Америці.

## Поширення і екологія
Сірі солітаріо мешкають в південній Мексиці (штати Ідальго, Веракрус, Пуебла, Оахака і Чіапас), в Гватемалі, Белізі, Гондурасі, на заході Сальвадору і на півночі Нікарагуа. Живуть в гірських тропічних і субтропічних лісах і в хмарних лісах на висоті від 800 до 2500 м над рівнем моря.